# XV wiek p.n.e.

XV wiek p.n.e.

XVII wiek p.n.e. XVI wiek p.n.e. XV wiek p.n.e. XIV wiek p.n.e. XIII wiek p.n.e.

## Zmarli
- po 1482 p.n.e. (1458/57 p.n.e.?) – Hatszepsut, królowa egipska z osiemnastej dynastii
- 1450 p.n.e. (1425 p.n.e.?) – Totmes III, faraon egipski z osiemnastej dynastii

## Wydarzenia na świecie
Wydarzenia w Europie
- początek budowy nuragów na Sardynii
- około 1500 p.n.e. – rozkwit kultury apenińskiej
- około 1450 p.n.e.
  - Mykeńczycy podbili Kretę i zniszczyli pałace; mykeńskie osadnictwo na zachodnim wybrzeżu Azji Mniejszej
  - rozwój mykeńskiego pisma linearnego B
- przed 1400 p.n.e.
  - Mykeńczycy stali się "narodem morskim": prowadzili ożywioną wymianę handlową z mieszkańcami Sycylii
  - Fenicjanie odwiedzają Kretę, "odkrywają" środkową część Morza Śródziemnego

Wydarzenia w Azji
- około 1500 p.n.e.
  - Fenicja uzyskała państwowość
  - Hetyci opanowali technikę obróbki żelaza
  - hodowcy-pasterze rozprzestrzenili się na stepach Eurazji
  - uprawa ryżu przyjęła się w Korei
  - granice Egiptu sięgnęły Eufratu
  - Ariowie najechali Indie
- około 1484 p.n.e. – Totmes III zdobywa Gazę, początki silnej dominacji egipskiej na tym terenie
- około 1482 p.n.e. – państwo Mitanni dokonało aneksji Asyrii
- przed 1400 p.n.e. – początek okresu największej świetności chińskiej dynastii Shang

Wydarzenia w Afryce
- około 1500 p.n.e.
  - początek obróbki miedzi na Saharze
  - egipska królowa-wdowa Hatszepsut dokonała zamachu stanu i osadziła na tronie swego pasierba Totmesa III
- przed 1492 p.n.e. – Egipt podbił Nubię i Lewant
- 1463 p.n.e.[1] – egipska królowa Hatszepsut zorganizowała wyprawę do krainy Punt, zebrawszy flotę 5 statków pod dowództwem Nehsiego
- około 1420 p.n.e. (około 1395 p.n.e.?) – egipski faraon Totmes IV zawarł pokój z państwem Mitanni
- około 1413 p.n.e. – początek panowania faraona Amenhotepa III

Wydarzenia w Ameryce
- około 1500 p.n.e. – początek kultury Poverty Point na terenach dzisiejszej Luizjany
- około 1440 p.n.e. – Waywaka w Peru, najwcześniejsze stanowisko obróbki metalu w Andach

Wydarzenia w Australii
- około 1500 p.n.e. – na Vanuatu, Tonga i Samoa pojawiła się kultura Lapita